# Pseudarctia
Pseudarctia este un gen de insecte lepidoptere din familia Arctiidae.

Cladograma conform Catalogue of Life:
| Pseudarctia | \| \| Pseudarctia nivea \| \| \| \| \| \| Pseudarctia rubrifemora \| \| \| \| \| \| Pseudarctia ugandensis \| \| \| \| |
|             | \| \| Pseudarctia nivea \| \| \| \| \| \| Pseudarctia rubrifemora \| \| \| \| \| \| Pseudarctia ugandensis \| \| \| \| |
|             | Pseudarctia nivea |
|             | |
|             | Pseudarctia rubrifemora                                                                                                |
|             | |
|             | Pseudarctia ugandensis                                                                                                 |
|             | |